# Apterygida tuberculosa
Apterygida tuberculosa – gatunek skorka z rodziny skorkowatych i podrodziny Forficulinae.
Samiec tego skorka osiąga od 13 do 15 mm długości ciała ze szczypcami włącznie, zaś samica pozostaje nieznana nauce. Stosunkowo duża, nieco szersza od przedplecza, żółtobrązowa głowa ma słabo zaznaczone szwy, małe i krótsze od skroni oczy oraz wypukły brzeg tylny. Jasnobrązowe czułki buduje 12 członów, z których pierwszy jest krótszy niż rozstaw czułków. Dłuższe niż szersze przedplecze ma przednią krawędź mniej lub więcej prostą, boczne krawędzie równoległe, a krawędź tylną nieco kanciastą. Środkiem przedplecza biegnie wyraźna bruzda podłużna. Pod brązowymi, krótkimi, mniej więcej tak długimi jak przedplecze pokrywami (tegminami) brak całkowicie skrzydeł tylnej pary. Odnóża są jasnobrązowe. Odwłok ma równoległe boki oraz brązowe tergity, z których trzeci i czwarty mają gruczołowe wzgórki po bokach. Ostatni tergit jest gładki, zaopatrzony w dwa małe, ostre guzki i środkowe wgłębienie w ich pobliżu. Tylna krawędź poprzecznego pygidium tworzy trzy płatki: środkowy i dwa boczne. Przysadki odwłokowe (szczypce) mają ramiona pozbawione ząbka środkowego, u nasady rozszerzone w szeroko zaokrąglone płaty wentralne, pośrodku proste, smukłe i walcowate, a u szczytu zakrzywione do wewnątrz.
Owad orientalny, endemiczny dla Tajwanu.